# Discografia dei Tangerine Dream

## Album in studio

### The Pink Years
| Anno | Album                 |
| ---- | --------------------- |
| 1970 | Electronic Meditation |
| 1971 | Alpha Centauri        |
| 1972 | Zeit                  |
| 1973 | Atem                  |

### TheVirginYears
| Anno | Album         |
| ---- | ------------- |
| 1974 | Phaedra       |
| 1975 | Rubycon       |
| 1975 | Ricochet      |
| 1976 | Stratosfear   |
| 1978 | Cyclone       |
| 1979 | Force Majeure |
| 1980 | Tangram       |
| 1981 | Exit          |
| 1982 | White Eagle   |
| 1983 | Hyperborea    |

### TheBlueYears
| Anno | Album               |
| ---- | ------------------- |
| 1985 | Le Parc             |
| 1986 | Green Desert        |
| 1986 | Underwater Sunlight |
| 1987 | Tyger               |

### TheMelroseYears
| Anno | Album             |
| ---- | ----------------- |
| 1988 | Optical Race      |
| 1989 | Lily on the Beach |
| 1990 | Melrose           |

### TheSeattleYears
| Anno | Album             |
| ---- | ----------------- |
| 1992 | Rockoon           |
| 1992 | Quinoa            |
| 1994 | Turn of the Tides |
| 1995 | Tyranny of Beauty |

### TheTDIYears
| Anno | Album                        |
| ---- | ---------------------------- |
| 1996 | Goblins Club                 |
| 1997 | Ambient Monkeys              |
| 1999 | Mars Polaris                 |
| 2000 | The Seven Letters from Tibet |
| 2005 | Jeanne d'Arc                 |

### TheEastgateYears
| Anno | Album                                    |
| ---- | ---------------------------------------- |
| 2007 | Madcap's Flaming Duty                    |
| 2008 | Views from a Red Train                   |
| 2010 | Under Cover - Chapter I                  |
| 2013 | Starmus - Sonic Universe (con Brian May) |

### TheQuantumYears
| Anno | Album        |
| ---- | ------------ |
| 2017 | Quantum Gate |

### Altri lavori in studio

#### Serie

##### Dream Mixes
| Anno | Album                  |
| ---- | ---------------------- |
| 1995 | The Dream Mixes        |
| 1997 | TimeSquare             |
| 2001 | The Past Hundred Moons |
| 2003 | DM4                    |
| 2010 | DM V                   |

##### Dante Trilogy
| Anno | Album      |
| ---- | ---------- |
| 2001 | Inferno    |
| 2004 | Purgatorio |
| 2006 | Paradiso   |

##### Five Atomic Seasons
| Anno | Album                  |
| ---- | ---------------------- |
| 2007 | Springtime in Nagasaki |
| 2007 | Summer in Nagasaki     |
| 2008 | Autumn in Hiroshima    |
| 2009 | Winter in Hiroshima    |
| 2010 | The Endless Season     |

##### Cupdisc
| Anno | Album           |
| ---- | --------------- |
| 2007 | One Times One   |
| 2008 | Purple Diluvial |
| 2009 | Flame           |

##### The Phantom Ferry
| Anno | Album   |
| ---- | ------- |
| 2009 | Chandra |

##### Sonic Poem Series
| Anno | Album                 |
| ---- | --------------------- |
| 2011 | The Island Of The Fay |

#### Rivisitazioni
| Anno | Album           |
| ---- | --------------- |
| 2005 | Phaedra 2005    |
| 2008 | Tangram 2008    |
| 2008 | Hyperborea 2008 |

#### Altre pubblicazioni
| Anno | Album                      | Tipo                                              |
| ---- | -------------------------- | ------------------------------------------------- |
| 1998 | The Hollywood Years vol. 1 | Materiale inedito scartato da colonne sonore      |
| 1998 | The Hollywood Years vol. 2 | "                                                 |
| 2005 | Kyoto                      | Brani inediti di Froese e Johannes Schmoelling    |
| 2006 | Blue Dawn                  | Brani inediti di Froese e Ralph Wadephul          |
| 2006 | Plays Tangerine Dream      | Raccolta di remix e riarrangiamenti di vari brani |
| 2008 | The Anthology Decades      | Brani inediti e rivisitazioni dal periodo '70-'80 |

### Video album
| Anno | Album                 |
| ---- | --------------------- |
| 1997 | The Video Dream Mixes |
| 2007 | Madcap's Flaming Duty |

## Album dal vivo
| Anno | Album                                                                       | Periodo        |
| ---- | --------------------------------------------------------------------------- | -------------- |
| 1975 | Ricochet                                                                    | Virgin Years   |
| 1977 | Encore                                                                      |                |
| 1981 | Quichotte                                                                   |                |
| 1982 | Logos                                                                       |                |
| 1984 | Poland                                                                      | Blue Years     |
| 1988 | Livemiles                                                                   |                |
| 1993 | 220 Volt Live                                                               | Seattle Years  |
| 1997 | Tournado                                                                    | TDI Years      |
| 1998 | Valentine Wheels                                                            |                |
| 2003 | Live in America 1992                                                        |                |
| 2009 | The London Eye Concert                                                      | Eastgate Years |
| 2009 | Live @ Dussman Berlin                                                       |                |
| 2009 | The Epsilon Journey                                                         |                |
| 2009 | Izu                                                                         |                |
| 2010 | Zeitgeist Concert - Live In London                                          |                |
| 2012 | Live at Admiralspalast - Berlin                                             |                |
| 2013 | Starmus - Sonic Universe (con Brian May)                                    |                |
| 2014 | Sorcerer 2014                                                               |                |
| 2014 | Phaedra Farewell Tour 2014                                                  |                |
| 2015 | Supernormal                                                                 | Quantum Years  |
| 2016 | Live at the Philharmony Szczecin-Poland (primo concerto senza Edgar Froese) |                |

### Serie

#### Vault series
| Anno | Album        |
| ---- | ------------ |
| 2003 | Rockface     |
| 2004 | East         |
| 2004 | Arizona Live |
| 2005 | Vault IV     |
| 2005 | Rocking Mars |

#### Bootmoon series
| Anno | Album                       |
| ---- | --------------------------- |
| 2004 | Aachen - January 21st 1981  |
| 2004 | Montréal - April 9th 1977   |
| 2004 | Paris - February 2nd 1981   |
| 2004 | Sydney - February 22nd 1982 |
| 2004 | Ottawa - June 20th 1986     |
| 2005 | Cleveland - June 24th 1986  |
| 2005 | Brighton - March 25th 1986  |
| 2006 | Detroit - March 31st 1977   |
| 2006 | Preston - November 5th 1980 |

#### Tangerine Dream Classic Editions
| Anno | Album               |
| ---- | ------------------- |
| 1999 | Sohoman             |
| 2000 | Soundmill Navigator |
| 2000 | Antique Dreams      |

### Video
| Anno | Album                                      | Formato |
| ---- | ------------------------------------------ | ------- |
| 1993 | Three Phase                                | VHS/DVD |
| 2003 | Live in America 1992                       | CD/DVD  |
| 2006 | Dante's Inferno                            | DVD     |
| 2006 | Live at the Tempodrome Berlin              | DVD     |
| 2004 | Sydney - February 22nd 1982                | DVD     |
| 2007 | Live at Coventry Cathedral 1975            | DVD     |
| 2007 | 35th Phaedra Anniversary Concert           | DVD     |
| 2007 | London Astoria Club Concert 2007           | DVD     |
| 2007 | Orange Odyssey                             | DVD     |
| 2007 | One Night In Space                         | DVD     |
| 2008 | The Epsilon Journey                        | DVD     |
| 2008 | Loreley                                    | DVD     |
| 2009 | Rocking Out The Bats - Live in Berlin 2009 | DVD     |
| 2010 | Izu                                        | CD/DVD  |
| 2010 | Zeitgeist Concert - Live In Lisbon         | DVD     |

## Colonne sonore
| Anno | Album                      |
| ---- | -------------------------- |
| 1977 | Sorcerer                   |
| 1981 | Thief                      |
| 1983 | Das Mädchen auf der Treppe |
| 1983 | Daydream/Moorland          |
| 1983 | Risky Business             |
| 1983 | Wavelength                 |
| 1984 | Firestarter                |
| 1985 | Heartbreakers              |
| 1985 | Legend                     |
| 1987 | Three O'Clock High         |
| 1988 | Near Dark                  |
| 1988 | Shy People                 |
| 1989 | Miracle Mile               |
| 1989 | Destination Berlin         |
| 1991 | Canyon Dreams              |
| 1991 | Dead Solid Perfect         |
| 1991 | The Park Is Mine           |
| 1992 | Rumpelstilskin             |
| 1992 | L'Affaire Wallraff         |
| 1992 | Deadly Care                |
| 1994 | Catch Me If You Can        |
| 1996 | Zoning                     |
| 1997 | Oasis                      |
| 1998 | The Keep                   |
| 1998 | Transsiberia               |
| 1999 | What a Blast               |
| 1999 | Great Wall of China        |
| 2003 | Mota Atma                  |

### Video
| Anno | Album         |
| ---- | ------------- |
| 1987 | Canyon Dreams |
| 1997 | Oasis         |
| 2004 | L'Inferno     |

## Compilations
| Anno | Album                                                            | Periodo        |
| ---- | ---------------------------------------------------------------- | -------------- |
| 1980 | '70-'80                                                          | Virgin Years   |
| 1985 | Dream Sequence                                                   | Blue Years     |
| 1987 | The Collection                                                   |                |
| 1989 | The Best of Tangerine Dream                                      | Melrose Years  |
| 1991 | From Dawn 'til Dusk                                              | Seattle Years  |
| 1992 | The Private Music of Tangerine Dream                             |                |
| 1993 | Dream Music                                                      |                |
| 1993 | The Story of Tangerine Dream                                     |                |
| 1994 | Tangents                                                         |                |
| 1994 | Collection                                                       |                |
| 1995 | Atmospherics                                                     |                |
| 1995 | Dream Music 2                                                    |                |
| 1995 | Book of Dreams                                                   |                |
| 1996 | Tangerine Dream                                                  | TDI Years      |
| 1996 | The Dreams Root Collection                                       |                |
| 1998 | Luminous Visions                                                 |                |
| 1998 | The Analogue Space Years                                         |                |
| 1998 | The Pink Years                                                   |                |
| 1998 | Atlantic Bridges                                                 |                |
| 1998 | Atlantic Walls                                                   |                |
| 1998 | Dream Encores                                                    |                |
| 1998 | The Blue Years                                                   |                |
| 1999 | Tangerine Dream                                                  |                |
| 2000 | Tang-go                                                          |                |
| 2000 | Antique Dreams                                                   |                |
| 2000 | i-Box                                                            |                |
| 2002 | Journey Through a Burning Brain                                  |                |
| 2004 | An Introduction To...                                            |                |
| 2006 | The Essential Collection                                         | Eastgate Years |
| 2006 | The Essential                                                    |                |
| 2007 | The Dante Arias Collection                                       |                |
| 2007 | The Dante Song Collection                                        |                |
| 2007 | Starbound Collection                                             |                |
| 2007 | Silver Siren Collection                                          |                |
| 2007 | Ocean Waves Collection                                           |                |
| 2007 | Cyberjam Collection                                              |                |
| 2007 | The Soft Dream Decade                                            |                |
| 2007 | Canyon Cazuma                                                    |                |
| 2007 | Hollywood Lightning                                              |                |
| 2007 | Antique Dream Land                                               |                |
| 2007 | Tangines Scales                                                  |                |
| 2007 | Booster                                                          |                |
| 2008 | The Electronic Magic of Tangerine Dream                          |                |
| 2008 | Booster vol. 2                                                   |                |
| 2009 | The Independent Years                                            |                |
| 2009 | Axiat                                                            |                |
| 2009 | Vintage Vanguard                                                 |                |
| 2009 | Music for Sports - Cool Races                                    |                |
| 2009 | Music for Sports - Power and Motion                              |                |
| 2009 | Booster III                                                      |                |
| 2010 | Mysterious Semblance At The Strand Of Nightmares                 |                |
| 2010 | Run to Vegas                                                     |                |
| 2011 | The Virgin Years 1974-1978                                       |                |
| 2011 | Booster IV                                                       |                |
| 2011 | Sunrise In The Third System (The Pink Years Anthology 1970-1973) |                |
| 2011 | Ride On The Ray (The Blue Years Anthology 1980-1987)             |                |

### Box set
| Anno | Album                       | Note |
| ---- | --------------------------- | --- |
| 1976 | Alpha Centauri/Atem         | Alpha Centauri, Atem |
| 1986 | In The Beginning            | Electronic Meditation, Alpha Centauri, Zeit, Atem, Green Desert |
| 1990 | Synthetiseur                | Phaedra, Rubycon, Ricochet |
| 1992 | (3)                         | Encore, Cyclone, Force Majeure |
| 1994 | Collection                  | Poland, Tyger, The Best of Tangerine Dream |
| 1995 | Rubycon/Ricochet            | Rubycon, Ricochet |
| 1997 | The Grammy Nominated Albums | Canyon Dreams, Rockoon, 220 Volt Live, Turn of the Tides, Tyranny of Beauty |
| 1998 | Dream Dice                  | Ambient Monkeys, Atlantic Bridges, Atlantic Walls, Dream Encores, The Dream Mixes, TimeSquare, The Hollywood Years vol. 1, The Hollywood Years vol. 2, Oasis, Quinoa, Tournado, Transsiberia, Ça Va - Ça Marche - Ça Ira Encore (incluso solo nel box set) |
| 1998 | Three Classic Albums        | Electronic Meditation, Alpha Centauri, Zeit |
| 2004 | High Voltage                | Atlantic Bridges, Atlantic Walls, Valentine Wheels, Tournado |
| 2004 | Lamb With Radar Eyes        | Valentine Wheels, Tournado |
| 2006 | Nebulous Dawn               | Electronic Meditations, Alpha Centauri, Zeit, Ultima Thule Teil 1/2, Atem, Lady Greengrass/Love Of Mine |
| 2009 | Ballads                     | The Blue Bridge, Ivory Town, Beyond All Suns, Velvet Sun |
| 2010 | The Electronic Journey      | The Seven Letters from Tibet, Starbound Collection, Silver Siren Collection, Ocean Waves Collection, Transsiberia, Cyberjam Collection, The Dante Song Collection, Canyon Cazuma, Tangines Scales, The Independent Years                                   |

## Singoli ed EP

### EP
- 1980 - Tangram Part I - IV
- 1982 - Das Mädchen auf der Treppe
- 1993 - Dreamtime
- 1994 - Turn Of The Tides CD-5
- 1995 - Tyranny Of Beauty CD-5
- 1997 - Limited World Tour Edition 1997 (ed. lim.)
- 1998 - Sony Center Topping Out Ceremony Score (live)
- 2005 - Space Flight Orange (ed. lim.)
- 2006 - 40 Years Roadmap To Music (ed. lim.)
- 2006 - Metaphor
- 2007 - Sleeping Watches Snoring In Silence (live, ed. lim.)
- 2007 - Bells Of Accra (ed. lim.)
- 2007 - One Night In Space (ed. lim.)

#### Mini-cupdisc
- 2008 - Das Romantische Opfer
- 2008 - Fallen Angels
- 2008 - Choice
- 2009 - A Cage in Search of a Bird
- 2010 - Zeitgeist

### Singoli e promo
- 1971 - Ultima Thule, Teil 1/Ultima Thule, Teil 2
- 1974 - Mysterious Semblance at the Strand of Nightmares
- 1975 - Extracts from Rubycon
- 1975 - Ricochet (Part I)
- 1975 - Excepts from Ricochet
- 1976 - Stratosfear
- 1977 - Betrayal
- 1977 - Betrayal/Grind
- 1977 - Betrayal/Search
- 1977 - Grind
- 1977 - Grind/Impressions Of Sorcerer
- 1977 - Monolight/Coldwater Canyon
- 1977 - Monolight
- 1977 - Monolight/Hobo March
- 1977 - Encore/Hobo March
- 1978 - Bent Cold Sidewalk
- 1978 - Rising Runner Missed By Endless Sender
- 1979 - Excerpts from Force Majeure
- 1981 - Dr. Destructo
- 1981 - Beach Scene
- 1981 - Choronzon
- 1983 - Daydream/Moorland
- 1983 - Cinnamon Road
- 1984 - Love On a Real Train (Risky Business)
- 1984 - Flashpoint
- 1984 - Warsaw in the Sun
- 1985 - Streethawk
- 1985 - Tiergarten
- 1986 - Dolphin Dance
- 1987 - A Time for Heroes (feat. Meatloaf & Brian May)
- 1987 - Tyger/21st Century Common Man
- 1988 - Dancing On A White Moon/Shy People
- 1988 - Marakesh
- 1988 - Cat Scan/Ghazal/Optical Race
- 1989 - Optical Race/Mothers Of Rain/Sun Gate/Ghazal
- 1989 - House Of The Rising Sun
- 1989 - Alexander Square
- 1990 - Desert Train
- 1991 - I Just Want To Rule My Own Life Without You
- 1992 - Big City Dwarves
- 1994 - Midwinter Night
- 1996 - Towards The Evening Star
- 1996 - Shepherds Bush (ed. lim. 2000 copie)
- 1997 - Towards The Evening Star - remixed by The Orb
- 2000 - Meng Tian (ed. lim. 500 copie)
- 2000 - Stereolight (ed. lim. 500 copie)
- 2000 - Astrophobia (ed. lim. 500 copie)
- 2003 - Astoria Theatre London (ed. lim. 1000 copie)
- 2003 - DM 4 Bonus CD
- 2008 - Armageddon In The Rose Garden (solo download digitale)